# Mitologia havaiana

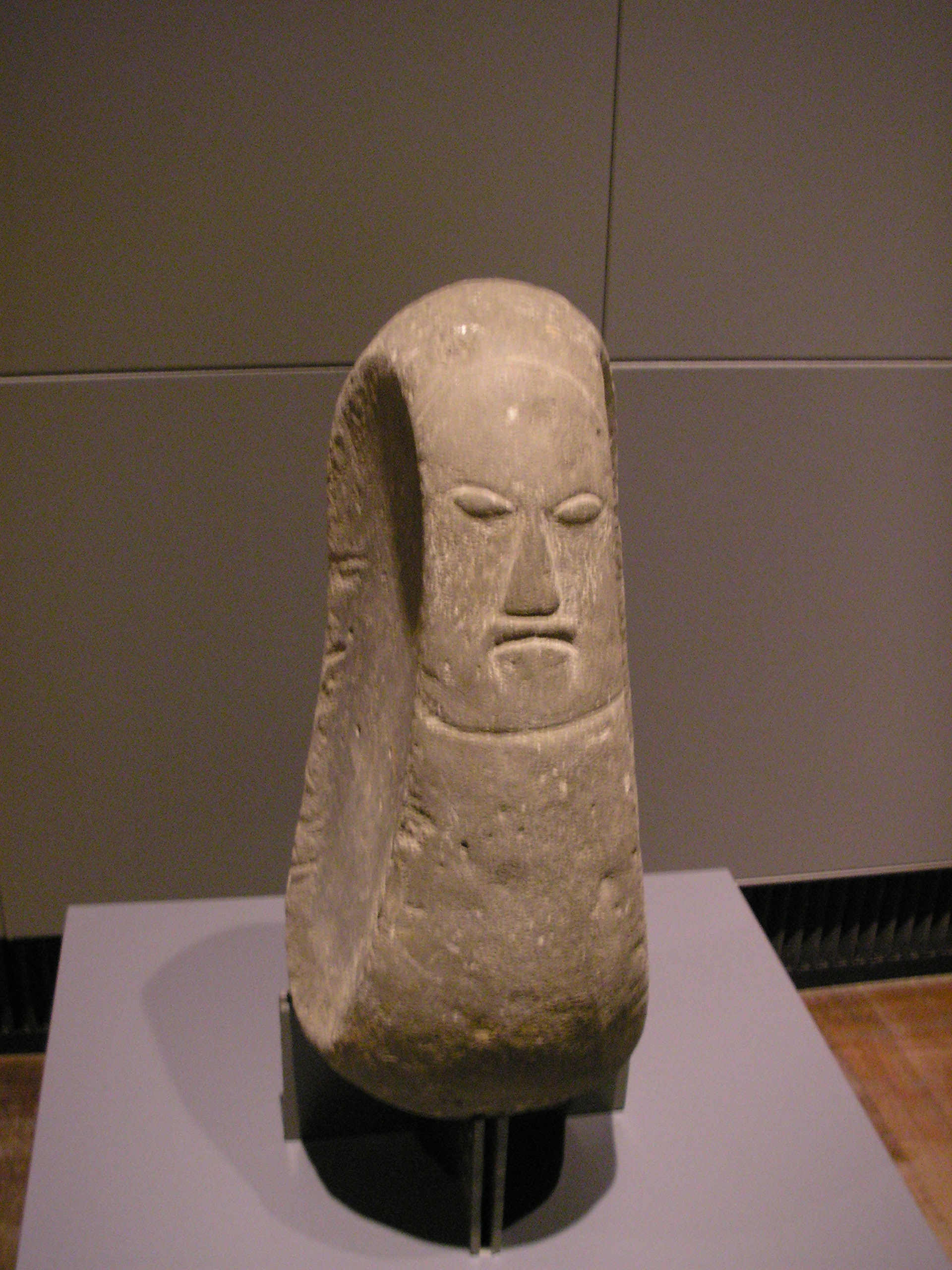
Uma estátua de divindade havaiana

A mitologia havaiana conta histórias da natureza e da vida. Ela é considerada uma variante mais geral da mitologia polinésia, desenvolvendo suas características únicas por vários séculos antes de cerca de 1800. Ela está associada com a religião havaiana. A religião foi oficialmente suprimida no século 19, mas é mantida viva por alguns praticantes até os dias de hoje.

## Lista da divindade e personagens da mitologia havaiana
- Haumea: Deusa da fertilidade
- Kaulu: Assassino de Haumea
- Pele: Deusa do fogo
- Namakaokahai: Deusa do mar, irmã mais velha de Pele
- Aumakua: Deus da Família
- Kāne: pai de Pelé e criador do mundo
- Kamapua'a: semi-deus da fertilidade
- Maui: Herói mítico atribuído à criação do Havaí
- Namaca: Filha de Haumea
- Nu'u: O homem sobreviveu à enchente
- Lono: Deus principal das ilhas havaianas
- Wākea: Criou a chuva, o sol e a lua.
- Ukupanipo: Divindade invocada para favorecer a pesca de tubarões.